# Roupas medievais inglesas

## Vestido feminino
Por volta do ano 1300, houve uma alteração no rico vestuário feminino para trajes mais apertados, decotes mais baixos e silhuetas com mais curvas; "laços muito apertados eram usados nas roupas femininas para criar formas as quais, cingidos nos quadris, criavam um aspecto de larga cintura". As roupas eram sobrepostas e firmemente presas; "O peito da mulher era frequentemente exposto, ainda que a verdadeira estrutura do corpo feminino era visualmente distorcida...". O sobretudo aberto, um traje com um corpete aberto e uma saia que seguia até o chão, se tornou "uma das invenções mais elegantes da Idade Média...". Na verdade, pelo fim do século XIV, o vestido substituiu todas as peças do vestuário além do sobretudo.
As vestimentas básicas para mulheres eram bata, calça estreita, vestido, sutiã, cinto, sobretudo, cinta, capa, capuz e gorro. Cada peça tinha específicas cores e tecidos, por exemplo, "Os materiais usados na idade média eram pano de lã, pele, linho, cambraia, seda e tecido de prata ou ouro... as mulheres da Idade Média mais ricas vestiriam materiais mais caros tais como seda, ou linho". O desenvolvimento da saia foi significante para o vestuário medieval feminino, "As de mais bom gosto iriam vestir saias muitos largas ou saias muito longas".A anágua abriu caminho para a saia, que rapidamente se tornou uma vestimenta popular.